# How I Met Your Mother/Staffel 8
Die achte Staffel der amerikanischen Sitcom How I Met Your Mother hatte ihre Erstausstrahlung vom 24. September 2012 bis zum 13. Mai 2013 auf dem Sender CBS. Die deutschsprachige Erstausstrahlung sendete der Free-TV-Sender ProSieben vom 17. April bis zum 28. August 2013.

## Darsteller
| Rollenname                    | Schauspieler        |
| ----------------------------- | ------------------- |
| Theodore „Ted“ Evelyn Mosby   | Josh Radnor         |
| Marshall Eriksen              | Jason Segel         |
| Robin Charles Scherbatsky Jr. | Cobie Smulders      |
| Barney Stinson                | Neil Patrick Harris |
| Lily Aldrin                   | Alyson Hannigan     |

## Episoden
| Nr. (ges.) | Nr. (St.) | Deutscher Titel            | Originaltitel                | Erstausstrahlung USA | Deutschsprachige Erstausstrahlung (D) | Regie         | Drehbuch                      | Zuschauer (DE) |
| --- | --------- | -------------------------- | ---------------------------- | -------------------- | ------------------------------------- | ------------- | ----------------------------- | -------------- |
| 161 | 1         | Farhampton                 | Farhampton                   | 24. Sep. 2012        | 17. Apr. 2013                         | Pamela Fryman | Carter Bays & Craig Thomas    | 1,63 Mio.      |
| Die erste Folge der achten Staffel beginnt mit einem Vorblick auf die Hochzeit von Robin und Barney. Robin ist im Vorfeld der Hochzeit mit Barney extrem nervös und Ted versucht, sie zu beruhigen. Die Hochzeit wird nicht gezeigt, aber Ted erzählt nach der Hochzeit einer Frau an einem Bahnhof seine Geschichte rund um Victoria. Am Ende der Folge sieht man Teds zukünftige Frau auf dem Bahnsteig (sie ist von ihrem gelben Regenschirm verdeckt), aber er schaut nicht in ihre Richtung. |           |                            |                              |                      |                                       |               |                               |                |
| 162 | 2         | Mit Klaus zuhaus           | The Pre-Nup                  | 1. Okt. 2012         | 24. Apr. 2013                         | Pamela Fryman | Carter Bays & Craig Thomas    | 1,39 Mio.      |
| Barney lässt einen skurrilen Ehevertrag aufsetzen, was bei allen vier Paaren zu heftigem Streit und schließlich zum Ende der Beziehung zwischen Barney und Quinn führt. |           |                            |                              |                      |                                       |               |                               |                |
| 163 | 3         | Die Super-Nanny            | Nannies                      | 8. Okt. 2012         | 8. Mai 2013                           | Pamela Fryman | Chuck Tatham                  | 1,06 Mio.      |
| Lily muss bald nach der Geburt ihres Sohnes wieder arbeiten gehen und sucht für die Zeit ihrer Abwesenheit Babysitter. Mickey bietet sich als solcher an, muss aber Lily erst daran erinnern, dass er vor seiner Wettsucht ein guter Vater gewesen ist. Derweil versucht Barney die Trennung von Quinn durch einen Rückfall in seinen gewohnten Lebenswandel zu verarbeiten. |           |                            |                              |                      |                                       |               |                               |                |
| 164 | 4         | Wer möchte Pate werden?    | Who Wants to Be a Godparent? | 15. Okt. 2012        | 8. Mai 2013                           | Pamela Fryman | Matt Kuhn                     | 1,07 Mio.      |
| Lily und Marshall suchen einen Paten für Baby Marvin. Es kommt zum Wettstreit zwischen Ted, Robin und Barney, welcher als Spielshow ausgetragen wird. Zuletzt werden sie zusammen als Paten ausgewählt, und Lily und Marshall beschließen, sich wieder mehr um ihre Freundschaft zu den dreien zu bemühen. |           |                            |                              |                      |                                       |               |                               |                |
| 165 | 5         | Zwei durchtriebene Hunde   | The Autumn of Break-Ups      | 5. Nov. 2012         | 15. Mai 2013                          | Pamela Fryman | Kourtney Kang                 | 1,70 Mio.      |
| Ted fragt Victoria, ob sie ihn heiraten will. Sie bejaht unter der Bedingung, dass Ted seine Freundschaft zu Robin beendet. Obwohl Ted ernsthaft darüber nachdenkt, trennt er sich schließlich, da Robin für ihn zur Familie gehört. Währenddessen hat Barney einen zugelaufenen Hund als Wingman rekrutiert, muss sich jedoch schon bald wieder von diesem trennen, was ihm sichtlich schwerfällt. |           |                            |                              |                      |                                       |               |                               |                |
| 166 | 6         | Café der Trennungen        | Splitsville                  | 12. Nov. 2012        | 15. Mai 2013                          | Pamela Fryman | Stephen Lloyd                 | 1,79 Mio.      |
| Robin versucht, mit Nick Schluss zu machen und lädt ihn unter anderem ins Café „Splitsville“ ein. Da sie jedoch kurz davor ist, einen Rückzieher zu machen, eilt ihr Barney zur Hilfe. In Folge kommen sich Robin und Barney wieder näher, ebenso wie Lily und Marshall wieder einmal Zeit zu zweit verbringen können. |           |                            |                              |                      |                                       |               |                               |                |
| 167 | 7         | Der Stempel                | The Stamp Tramp              | 19. Nov. 2012        | 22. Mai 2013                          | Pamela Fryman | Tami Sagher                   | 1,74 Mio.      |
| Ein desaströses Bewerbungsgespräch von Brad, Marshalls Studienkollege, lässt Marshalls Vorgesetzten an dessen Urteilsvermögen zweifeln. Brad ist jedoch für eine gegnerische Firma tätig und spioniert die Strategie für einen Prozess aus, woraufhin Marshall den „wichtigsten Prozess seines Lebens“ (Referenz des Erzählers auf zukünftige Folgen) gewinnen muss, um seinen Job zu behalten. In einem parallelen Handlungsstrang versucht Barney mit Robins Hilfe einen neuen Stripclub zu finden, nachdem Quinn wieder mit dem Tanzen anfing und Barney ihr nicht begegnen möchte. Nach der ‚Decision‘, einer LeBron James nachempfundenen Pressekonferenz, und einem Abend im neuen Club küssen sich Barney und Robin, gehen aber wieder getrennter Wege. |           |                            |                              |                      |                                       |               |                               |                |
| 168 | 8         | Zwölf wuschige Weiber      | Twelve Horny Women           | 26. Nov. 2012        | 22. Mai 2013                          | Pamela Fryman | Eric Falconer & Romanski      | 1,87 Mio.      |
| Marshall berichtet vor einem richterlichen Ausschuss über den Prozess gegen einen Chemiekonzern, vertreten durch seinen ehemaligen Freund Brad. Der Grund für die Anhörung ist zunächst unbekannt. In dem Prozess wird sowohl die Jury, zwölf Frauen, als auch der Richter stark von Brads offensiv verführerischem Auftreten beeinflusst. Marshall kann den Prozess durch Brads unfreiwillige Hilfe dennoch gewinnen, aber die Geldstrafe für den Konzern liegt deutlich unter der Forderung der Anklage. Daraufhin entschließt sich Marshall, sich als Richter zu bewerben, um solches Unrecht in Zukunft nicht mehr tatenlos ansehen zu müssen. Damit wird auch der Grund für die Anhörung klar: Seine Eignung zum Richter soll geprüft werden. Der Rest der Gang wetteifert unterdessen darum, wer in seiner Jugend mehr mit dem Gesetz in Konflikt geraten war. Ted, Barney und Robin geben dann jedoch zu, dass ihre Berichte stark übertrieben waren. In der Schlussszene wird dagegen angedeutet, dass Lily früher wirklich in ihrem Viertel gefürchtet war.                                                                    |           |                            |                              |                      |                                       |               |                               |                |
| 169 | 9         | Die Hummertherapie         | Lobster Crawl                | 3. Dez. 2012         | 29. Mai 2013                          | Pamela Fryman | Barbara Adler                 | 1,50 Mio.      |
| Nachdem Barney klargemacht hat, dass er nicht mehr an Robin interessiert ist, weckt wiederum genau diese Unerreichbarkeit Robins Interesse an Barney. Sie schmiedet verschiedene Pläne um Barney zu verführen, welche letztlich allesamt scheitern. Dieser beginnt sich stattdessen mit Robins Kollegin Patrice zu treffen. Im zweiten Handlungsstrang darf Ted auf Baby Marvin aufpassen, zieht dabei jedoch Lilys und Marshalls Zorn auf sich, welche das erste Krabbeln, das erste Schwimmen und den ersten Weihnachtsmann-Besuch verpassen. In einer Vorschau „wenige Jahre später“ ist Ted mit seiner Tochter zu sehen, wie er sie in die Obhut von Lily und Marshall übergibt. Diese brechen daraufhin sofort zum Weihnachtsmann auf, um sich für die verpassten „erste Male“ zu rächen. |           |                            |                              |                      |                                       |               |                               |                |
| 170 | 10        | Im Wandschrank             | The Over-Correction          | 10. Dez. 2012        | 29. Mai 2013                          | Pamela Fryman | Craig Gerard & Matthew Zinman | 1,60 Mio.      |
| Barney trifft sich weiterhin mit Patrice. Robin interpretiert dieses Verhalten als Überkompensation nach der Trennung von Quinn und will die Beziehung kompromittieren. So schleicht sie sich in Barneys Wohnung, um ihn und Patrice mit dem Playbook zu konfrontieren. Die Handlungen der Folge werden durch Telefonate zwischen Marshall, Lily, Robin und Ted verknüpft, wobei sich jeder der Protagonisten in einem Schrank bzw. einer Abstellkammer versteckt. Dabei befinden sich Lily, Robin und Ted in Barneys Wohnung, während sich Marshall in der eigenen Wohnung versteckt. Der Grund dafür ist der Beginn einer sexuellen Beziehung zwischen seiner Mutter Judy, welche zu Besuch ist, und Lilys Vater Mickey. |           |                            |                              |                      |                                       |               |                               |                |
| 171 | 11        | Verhext – Teil 1           | The Final Page (1)           | 17. Dez. 2012        | 5. Juni 2013                          | Pamela Fryman | Dan Gregor & Doug Mand        | 1,51 Mio.      |
| Zu Beginn der Episode wird Barney durch Marshall „verhext“ – was bedeutet, dass er bis zur Aufhebung des Banns nicht ein Wort sprechen darf. Als das neue GNB-Gebäude mit einer großen Feier eröffnet werden soll, möchte Ted sich an seinem Professor vom College rächen, der nie an Teds Zukunft als Architekt glaubte. Marshall, Lily und Barney begleiten ihn zu seinem alten Campus. Dort treffen Marshall und Lily unfreiwillig auf einen ehemaligen Kommilitonen, von dem sie sich früher und auch nach wie vor belästigt fühlen. Auch Robin will sich rächen: An Patrice für ihre Liaison mit Barney. Der erste Teil der Doppelfolge endet damit, dass Ted, Marshall und Lily, sowie auch Robin einsehen, dass man mit Rachefeldzügen nur sich selbst gefangen hält und dass man selbst den Schlüssel dazu hat, sich davon zu befreien. Am College befreit Ted Barney vom Verhextsein, woraufhin Barney Ted verhext und ihm erzählt, dass er Patrice auf dem Dach des Nachrichtensenders WWN einen Heiratsantrag machen möchte. Ted muss versprechen, auch nach Auflösung des Banns keinem der Freunde etwas davon zu erzählen. |           |                            |                              |                      |                                       |               |                               |                |
| 172 | 12        | Verhext – Teil 2           | The Final Page (2)           | 17. Dez. 2012        | 5. Juni 2013                          | Pamela Fryman | Carter Bays & Craig Thomas    | 1,83 Mio.      |
| Lily und Marshall verbringen ihre erste Nacht ohne Marvin, auf den Lilys Vater Mickey währenddessen aufpasst. Aus Sorge um Marvin zerstören sich nahezu all ihre Pläne, die sie für diese Nacht gemacht haben, unter anderem den Besuch der Eröffnungsfeier des GNB-Gebäudes. Diese wird jedoch durch die Ereignisse um Ted, Robin und Barney überschattet: Ted möchte Robin zur Feier abholen, erzählt dann aber von Barneys Verlobung mit Patrice. Er überzeugt Robin, ihrem Herzen und damit Barney zu folgen, womit er sie endgültig freigibt. Auf dem Dach des Nachrichtensenders findet Robin die letzte Seite des Playbooks und erfährt, dass die ab Episode 166 (Splitsville) beschriebenen Ereignisse von Barney inszeniert waren und in seinem Heiratsantrag an Robin gipfeln, welchen sie annimmt. |           |                            |                              |                      |                                       |               |                               |                |
| 173 | 13        | Band oder DJ               | Band or DJ?                  | 14. Jan. 2013        | 12. Juni 2013                         | Pamela Fryman | Carter Bays & Craig Thomas    | 1,40 Mio.      |
| Lily und Ted streiten sich darum, wer die Hochzeit plant. Dabei gehen sie besonders auf das Thema „Band oder DJ“ ein. Währenddessen zeigt sich, dass Robins Vater mit deren Beziehung mit Barney nicht einverstanden ist, aber trotzdem bei der Hochzeit erscheinen wird. Am Ende stellt sich heraus, dass die von Robin und Barney angestellte Band in letzter Minute absagt und Ted in der U-Bahn Cindy wiedertrifft. Er erzählt ihr davon und sie vermittelt ihre ehemalige Mitbewohnerin, die Mutter, die daraufhin mit ihrer Band auf der Hochzeit spielt. |           |                            |                              |                      |                                       |               |                               |                |
| 174 | 14        | Der Unsichtbarkeits-Ring   | Ring Up!                     | 21. Jan. 2013        | 19. Juni 2013                         | Pamela Fryman | Jennifer Hendriks             | 1,35 Mio.      |
| Ted trifft sich mit einer 20-jährigen Frau. Da Barney nun mit Robin verlobt ist, drängt er Ted dazu, mit ihr zu schlafen. Nachdem Ted herausfindet, dass sie auch ein Star-Wars-Fan ist, tut er es schließlich. Robin hat damit zu kämpfen, dass sie seit ihrer Verlobung von anderen Männern scheinbar nicht mehr wahrgenommen wird. Sie findet sich schließlich mit Marshalls und Lilys Hilfe damit ab. Marshall versucht erfolgreich, Lily mit einem Lederarmband von Ted zu gefallen. Leider reagiert er darauf allergisch. Am Ende stellt sich heraus, dass die 20-jährige Frau Barneys Halbschwester ist und Barney will, dass die beiden heiraten, da es sonst nur ein One-Night-Stand wäre. |           |                            |                              |                      |                                       |               |                               |                |
| 175 | 15        | Die dunkle Seite           | P.S. I Love You              | 4. Feb. 2013         | 26. Juni 2013                         | Pamela Fryman | Carter Bays & Craig Thomas    | 1,64 Mio.      |
| Barney entdeckt die verlorene Folge der Fernsehsendung „Underneath the Tunes“ mit Robin Sparkles. Dort wird ausgeführt, dass Robin ihre Musikkarriere beendete, weil sie eine Obsession für einen zunächst ungenannten Mann entwickelte. Ted hat in der U-Bahn eine kurze Begegnung mit einer Frau und versucht sie danach aufzuspüren. Marshall und Lily bringen ihn davon ab mit dem Argument, dass das Schicksal diese Aufgabe übernehmen müsse. Tatsächlich scheint der Zufall Ted mit der Frau (Jeanette) wieder zusammen zuführen. Die beiden beginnen eine Beziehung. Es stellt sich jedoch schnell heraus, dass Jeanette in Wahrheit Ted schon seit längerer Zeit nachstellt. |           |                            |                              |                      |                                       |               |                               |                |
| 176 | 16        | Zwei Irre                  | Bad Crazy                    | 11. Feb. 2013        | 3. Juli 2013                          | Pamela Fryman | Carter Bays & Craig Thomas    | 1,58 Mio.      |
| Nachdem Ted die Gruppe informiert, dass er sich von seiner verrückten Freundin Jeannette getrennt hat, beauftragt er Marshall und Barney, sie nicht in seine Wohnung zu lassen, während er weg ist. Jeannette kommt unter dem Vorwand, ein Buch aus dem Zimmer von Ted zu holen in dessen Zimmer und verbarrikadiert sich dort. Ted gibt zu, dass er sich nie offiziell von Jeannette getrennt hat und die Gruppe akzeptiert ihre Beziehung und kommt zum Beschluss, dass ihr verrücktes Verhalten ein Abbild des aktuellen emotionalen Zustandes von Ted ist. Inzwischen gibt Robin gegenüber Zukunfts-Lily in einer Reihe von Vorausblenden zu, dass sie früher Angst gehabt hat, den kleinen Marvin zu halten, und Mike Tyson erlaubt hatte, ihn zu nehmen. In der Gegenwart hält Robin Marvin zum ersten Mal und findet eine Verbindung zu ihm. |           |                            |                              |                      |                                       |               |                               |                |
| 177 | 17        | Der Aschenbecher           | The Ashtray                  | 18. Feb. 2013        | 10. Juli 2013                         | Pamela Fryman | Carter Bays & Craig Thomas    | 1,58 Mio.      |
| Ted erhält eine Nachricht vom „Captain“ auf seinem Anrufbeantworter. Ted hat den Captain allerdings vor über einem Jahr auf einer Kunstausstellung, gemeinsam mit Robin und Lily das letzte mal gesehen und glaubt nun, dass dieser wegen Teds damaliger Kurzzeitfreundin Becky anruft. Als Ted Robin davon erzählt, erzählt Robin, dass Ted nicht die wahre Geschichte kennen könne, da er „high“ war. Allerdings erzählt Robin ebenfalls nicht die richtige Geschichte, wie sich später herausstellt, denn Robin war zu diesem Zeitpunkt betrunken. Schlussendlich erzählt nur Lily die richtige Geschichte und es wird klar, dass der Captain wegen eines Gemäldes anrief, das Lily entdeckt hat und der Captain für viel Geld weiterverkaufen konnte. Der Captain macht Lily aus Dank ein Jobangebot als Kunstberaterin, das sie annimmt. |           |                            |                              |                      |                                       |               |                               |                |
| 178 | 18        | Immer Ärger mit Barney     | Weekend at Barney’s          | 25. Feb. 2013        | 17. Juli 2013                         | Pamela Fryman | George Sloan                  | 1,39 Mio.      |
| Nachdem sich Ted und Jeannette getrennt haben, versucht sich Barney als Kuppler, indem er das vermeintlich zerstörte Playbook nutzt. Währenddessen hat Marshall einige peinliche Situationen bei der Eröffnung einer Kunstgalerie zu bewältigen, auf der Lily sich gut zu verkaufen versucht. |           |                            |                              |                      |                                       |               |                               |                |
| 179 | 19        | Die Festung der Barnigkeit | The Fortress                 | 18. März 2013        | 24. Juli 2013                         | Michael Shea  | Stephen Lloyd                 | 1,12 Mio.      |
| Da Barney und Robin bald heiraten wollen und Robin aufgrund zahlreicher One Night Stands in Barneys Wohnung nicht mit ihm gemeinsam sesshaft werden will, versucht sie diese zu verkaufen. Lily leistet viel zu viele Überstunden für den „Captain“ und hat keine Zeit, um mit Marshall ihre Lieblingssendung anzusehen, was Ted ausnutzt, um selbst mit Marshall die Sendung zu sehen. Letztlich entscheidet sich Robin, die Wohnung nicht zu verkaufen, weil sie nicht will, dass Barney sich ändert, da er sonst ein anderer werden würde als der, in den sie sich verliebt hat. Lily sagt den Einsatz für den Captain ab und verbringt nun mehr Zeit mit Marshall. |           |                            |                              |                      |                                       |               |                               |                |
| 180 | 20        | Die Zeitreisenden          | The Time Travelers           | 25. März 2013        | 31. Juli 2013                         | Pamela Fryman | Carter Bays & Craig Thomas    | 1,30 Mio.      |
| Barney versucht Ted davon zu überzeugen, die Veranstaltung „Robots vs. Wrestlers: Legends“ zu besuchen, aber Ted will nicht, da er am nächsten Tag früh aufstehen muss. Während sie diskutieren, tauchen verschiedene zukünftige Versionen von den beiden im MacLaren’s auf, und unterstützen Barneys, bzw. Teds Seite. Währenddessen geschehen im MacLaren’s einige weitere Ereignisse, die teilweise sehr verwunderlich sind. Ted wird letztendlich klar, dass er alleine in der Bar ist und sich das gesamte Geschehen nur vorgestellt hat. Im Jahr 2030 erzählt Ted seinen Kindern, dass zwischen dieser Nacht in der Bar, und dem Tag an dem er ihre Mutter getroffen hat nur noch 45 Tage liegen. |           |                            |                              |                      |                                       |               |                               |                |
| 181 | 21        | Alle Wege führen nach Rom  | Romeward Bound               | 15. Apr. 2013        | 7. Aug. 2013                          | Pamela Fryman | Chuck Tatham                  | 1,26 Mio.      |
| Lily bekommt vom Captain das Angebot, für ein Jahr nach Rom, Italien zu gehen. Sie lehnt zuerst ab, da sie Angst hat, Marshall würde das wegen seines guten Jobs nicht wollen. Als sich aber dann herausstellt, dass Marshalls Firma schon seit einiger Zeit keine richtigen Aufträge bekommen hat, ändert sich die Sache. Ted sitzt derweil mit Barney im MacLaren’s und hat sich in die Hochzeitsplanerin von Barney und Robin verschaut. Diese geht mit ihm in einen Yogakurs und hat laut Ted einen klasse Körper. Sie trägt jedoch einen Mantel, weshalb Ted und Barney den Barbesitzer, Carl, bestechen, die Heizung hochzudrehen. Am Ende beschließen Marshall und Lily nach mehrmaligem Hin-und-her, doch nach Italien zu gehen. |           |                            |                              |                      |                                       |               |                               |                |
| 182 | 22        | Bro-Mitzwa                 | The Bro Mitzvah              | 29. Apr. 2013        | 14. Aug. 2013                         | Pamela Fryman | Chris Harris                  | 1,22 Mio.      |
| Ted und Marshall planen für Barney einen Junggesellenabschied, während Robin sich mit Barneys Mutter trifft. Robin hat einen fürchterlichen Abend, genauso wie Barney, bei dem alles schiefgeht. Unter anderem gibt es einen schlechten Clown, Quinn wurde als Stripperin engagiert und Barney verliert so viel Geld, dass er Marshall verkaufen muss. Nachdem Robin am Ende beider Treffen enttäuscht erfährt, dass die Stripperin, die Ted und Marshall bestellt haben, Quinn ist, wirft sie ihren Verlobungsring weg und geht. Doch am Ende wird klar, dass die Freunde diesen grausamen Tag, und damit jeden Schritt, geplant haben, um den Junggesellenabschied für Barney unvergesslich zu machen. |           |                            |                              |                      |                                       |               |                               |                |
| 183 | 23        | Alte Sachen                | Something Old                | 6. Mai 2013          | 21. Aug. 2013                         | Pamela Fryman | Carter Bays & Craig Thomas    | 1,43 Mio.      |
| Robin versucht verzweifelt einen Gegenstand im Central Park zu finden, den sie vor einigen Jahren dort vergraben hat. Währenddessen bitten Lily und Marshall Ted um Hilfe beim Packen für Italien und Barney lädt Robins Vater ein, mit ihm Laser Tag zu spielen, damit sie sich besser kennenlernen. |           |                            |                              |                      |                                       |               |                               |                |
| 184 | 24        | Neue Chancen               | Something New                | 13. Mai 2013         | 28. Aug. 2013                         | Pamela Fryman | Carter Bays & Craig Thomas    | 1,87 Mio.      |
| Als die Freunde sich darauf vorbereiten auf Barneys und Robins Hochzeit zu gehen, zeigt Ted Lily die Renovierungen, die er an seinem Haus in Westchester vorgenommen hat. Dabei findet sie heraus, dass er das Haus verkaufen und direkt nach der Hochzeit nach Chicago ziehen will. Währenddessen wird Robins und Barneys Nacht der Entspannung durch ein abscheuliches Paar beinahe ruiniert, und Marshall besucht mit Baby Marvin seine Familie in Minnesota. Dort erfährt er, dass er in Zukunft als Richter arbeiten könnte, allerdings nur wenn er nicht mit Lily nach Rom geht. Am Ende der Folge wird zum ersten Mal das Gesicht der titelgebenden Mutter offenbart, als diese sich ebenfalls auf den Weg zur Hochzeit macht. |           |                            |                              |                      |                                       |               |                               |                |